# Dux Moesiae primae
Il Dux Moesiae primae era il comandante di truppe limitanee di un settore del limes romano danubiano, nella diocesi di Mesia I. Suo diretto superiore era al tempo della Notitia dignitatum (nel 400 circa), il magister militum per Illyricum.

## Elenco unità
Era a capo di ben 19 unità o distaccamenti di unità, posizionate in 25 differenti località, come risulta dalla Notitia dignitatum (Orien. XLI):
- Cuneus equtum Constantacorum, Pinco; Cuneus equtum promotorum, a Flaviana e Viminacium; Cuneus equtum sagittariorum, a Laedenatae e Tricornio; Cuneus equtum Dalmatarum, a Aureomonto, Pinco e Cuppis;
- Auxiliares: Auxiliares reginenses, di fronte a Reginam; Auxiliares Tricornienses, Tricornio; Auxiliares Novenses, Ad Novas; Auxilium Margense, Margo; Auxilium Cuppense, Cuppis; Auxilium Gratianense, Gratiana; Auxilium Taliatense, Taliata; Auxilium Aureomontanum, Tricornio.
- legio IV Flavia, Singidunum; legio VII Claudia, Cuppis;
- Milites (nome ignoto), di fronte a Margum nell'accampamento di Augustoflavianensibus; Exploratores a Novis, Taliatae e Zmimae; Milites Vincentiensium, Laedemata;
- Classis Histricae, Viminacium; Classis Stradensis et Germensis, Margo.

### Fonti primarie
- Notitia Dignitatum, Orien. XLI.

### Fonti storiografiche moderne
- J.Rodríguez González, Historia de las legiones Romanas, Madrid, 2003.
- A.K.Goldsworthy, Storia completa dellesercito romano, Modena 2007. ISBN 978-88-7940-306-1
- Y.Le Bohec, Armi e guerrieri di Roma antica. Da Diocleziano alla caduta dell'impero, Roma 2008. ISBN 978-88-430-4677-5